# Urs Fischbacher
Urs Fischbacher (* 17. September 1959 in Dietikon, Kanton Zürich) ist ein Schweizer Wirtschaftswissenschaftler und Professor für angewandte Wirtschaftsforschung an der Universität Konstanz. Er ist Leiter des Thurgauer Wirtschaftsinstituts, einem An-Institut der Universität Konstanz.
Seine Forschungsgebiete umfassen die Experimentelle Ökonomik, Verhaltensökonomik und Neuroökonomik. Bekannt wurde er zudem durch die Entwicklung von z-Tree, einer Programmiersprache für die Durchführung von wissenschaftlichen Laborexperimenten, die weltweit in zahlreichen Forschungseinrichtungen im Einsatz ist. Er ist verheiratet mit Helene Arnet und hat einen Sohn.
2018 wurde er zum Mitglied der Academia Europaea gewählt.

## Rezeption
Urs Fischbacher wird von Thomson Reuters in der Liste „Highly Cited Researchers 2014“ als einer der weltweit meistzitierten Wissenschaftler aufgeführt. Im F.A.Z. Ökonomenranking Forschung 2014 belegte er den zweiten Platz. Im Dezember 2016 wurde Fischbacher der Joachim Herz Forschungspreis „bestes Forschungswerk“ verliehen. Damit wurden seine Forschung zur Gegenseitigkeit im sozialen Austausch und die Entwicklung der Laborsoftware z-Tree gewürdigt.

## Werke (Auswahl)
- Ernst Fehr und Urs Fischbacher: The nature of human altruism. In: Nature. Bd. 425, S. 785–791. doi:10.1038/nature02043
- Urs Fischbacher: z-Tree: Zurich toolbox for ready-made economic experiments. In. Experimental Economics Bd. 10, Nr. 2, 2007, S. 171–178. doi:10.1007/s10683-006-9159-4